# Безпалов Микола Миколайович
Мико́ла Микола́йович Безпа́лов (29 квітня 1906, село Синцево (Сивцово) Балахнинського повіту Нижньогородської губернії, тепер міський округ місто Чкаловська Нижньогородської області, Російська Федерація — 7 червня 1980, місто Москва, тепер Російська Федерація) — радянський діяч, заступник голови Ради міністрів РРФСР, голова Комітету у справах мистецтв при РМ СРСР. Депутат Верховної Ради РРФСР 2-го та 4-го скликань.

## Життєпис
Народився в селянській родині.
У 1923—1924 роках — матрос пароплава «Красный» Нижньогородського пароплавства, матрос на землечерпальній машині затону імені В. І. Ульянова-Леніна Волзького пароплавства.
У 1924—1925 роках — завідувач комсомольського клубу в місті Городець Нижньогородської губернії.
Член РКП(б) з січня 1925 року.
У 1925—1926 роках — голова правління Городецького міжспілкового клубу та директор Городецького театру Нижньогородської губернії.
У 1926—1927 роках — лектор Городецького повітового комітету ВКП(б) Нижньогородської губернії.
У 1927—1929 роках — голова Городецького повітового відділу Спілки працівників освіти Нижньогородської губернії.
У 1929—1930 роках — голова Шар'їнського окружного відділу Спілки працівників освіти Нижньогородського краю.
У 1930—1931 роках — заступник голови Нижньогородського крайового відділу Спілки працівників освіти.
У 1931—1934 роках — завідувач культурного відділу та заступник голови Нижньогородського крайового комітету профспілки машинобудування.
У 1934—1936 роках — слухач інституту підготовки кадрів для Інституту червоної професури.
У 1936—1938 роках — слухач Інституту червоної професури в Москві, здобув спеціальність «партійний працівник».
У 1938 році — інструктор відділу керівних партійних органів ЦК ВКП(б); заступник голови Комітету у справах мистецтв при РНК СРСР.
19 травня 1938 — 25 червня 1946 року — начальник Управління у справах мистецтв при РНК (РМ) РРФСР.
25 червня 1946 — 22 березня 1948 року — голова Комітету у справах мистецтв при РМ РРФСР.
У березні 1948 — 24 квітня 1951 року — 1-й заступник голови Комітету у справах мистецтв при РМ СРСР.
24 квітня 1951 — 15 березня 1953 року — голова Комітету у справах мистецтв при РМ СРСР.
У березні 1953 — квітні 1954 року — заступник міністра культури СРСР.
14 квітня 1954 — 13 червня 1958 року — заступник голови Ради міністрів РРФСР.
З червня 1958 до 1959 року — в резерві Ради міністрів РРФСР.
У 1959—1962 роках — директор Державного музею Лева Миколайовича Толстого в Москві.
З квітня 1962 року — персональний пенсіонер союзного значення в Москві.
Помер 7 червня 1980 року в Москві, похований на Донському цвинтарі Москви.

## Нагороди
- орден Трудового Червоного Прапора (26.10.1949)
- медалі